# Jon Root
Jonathan Edward Root, detto Jon (10 luglio 1964), è un ex pallavolista ed ex giocatore di beach volley statunitense.
Giocava nel ruolo di schiacciatore.

## Carriera
La carriera di Jon Root inizia, a livello universitario, con Stanford. 
Dedicandosi successivamente esclusivamente alla nazionale statunitense, con cui vincerà una medaglia d'oro ai Giochi olimpici, una medaglia d'oro al campionato mondiale 1986 e una medaglia d'oro ai X Giochi panamericani.
Nella stagione 1990-91 approda in Italia, nel Falconara, in Serie A1; Nella stagione 1991-92 passa all'Olimpia Sant'Antioco, in Serie A2, dove resta per due annate.
Si ritira dalla pallavolo giocata nel 1993.

## Palmarès

### Nazionale (competizioni minori)
- Giochi panamericani 1987